# Plus (sieć handlowa)
Plus Warenhandelsgesellschaft mbH – byłe niemieckie przedsiębiorstwo handlowe należące do niemieckiej Grupy Tengelmann (Edeka), w którego skład wchodziło prawie 8 tysięcy sklepów w 16 krajach świata, m.in. w Niemczech, Austrii (pod marką Zielpunkt), Czechach, Hiszpanii, na Węgrzech oraz w Stanach Zjednoczonych i Kanadzie.
W latach 2007–2010 zostało przejęte przez inne podmioty: Edeka Zentrale AG & Co. KG (w Niemczech) i przez Jeronimo Martins Polska (w Polsce).

## Plus Discount w Polsce
W Polsce działała od 5 października 1995 do 2007 roku spółka Plus Discount; należało do niej 200 sklepów. Przeciętna powierzchnia handlowa placówki wynosiła 650 m². Oferta dyskontów obejmowała głównie artykuły spożywcze i artykuły przemysłowe. Asortyment ograniczony był do około 900–1000 artykułów. Znaczną część oferty stanowiły tzw. marki własne, czyli produkty produkowane specjalnie dla sieci Plus.
W 2007 roku sieć sklepów została sprzedana za 300 mln euro spółce Jeronimo Martins Polska, właścicielowi sklepów Biedronka. Część sklepów musiała zostać odsprzedana, ponieważ pod tym warunkiem Urząd Ochrony Konkurencji i Konsumentów zgodził się na przejęcie sieci.

## Historia

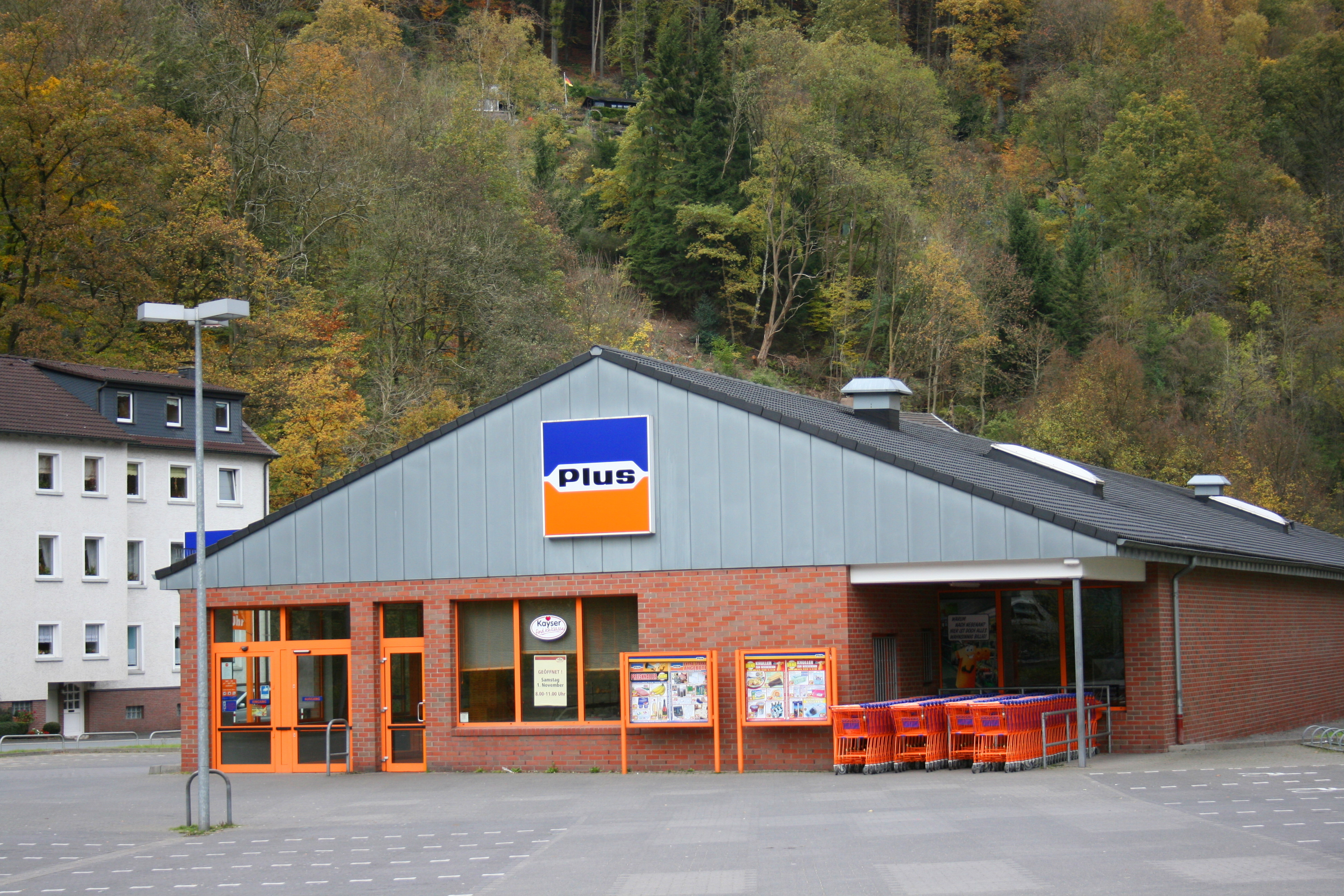
Dyskont spożywczy „Plus” w miejscowości Altena

- 1867 – Wilhelm Schmitz i jego żona Louise zakładają firmę Wissoll zajmującą się importem kawy, kakao, herbaty i tytoniu.
- 1893 – otwarcie pierwszego sklepu Tengelmann w Düsseldorfie, oferującego przede wszystkim kawę, herbatę, kakao i inne specjały.
- 1953 – otwarcie pierwszego samoobsługowego sklepu w Monachium.
- 1972 – otwarcie pierwszego sklepu Plus w Duisburgu.
- 1995 – otwarcie pierwszego sklepu w Polsce w Dąbrowie Górniczej
- 2007 – firma wycofuje się z Polski i Portugalii, sprzedając swe sklepy w tych krajach grupie Jerónimo Martins.
- 2008 – rebranding sklepów Plus w Polsce na Biedronka.

Od stycznia 2009 r. sklepy w sieci supermarketów Plus należące do grupy Edeka zostały przebudowane na oddziały sieci supermarketów Netto Marken-Discount, podczas gdy supermarkety Grupy Tengelmann były kupowane przez inne firmy.
| Państwo           | Pierwszy supermarket | Data wycofania | Liczba supermarketów | Podmiot przejmujący                               |
| ----------------- | -------------------- | -------------- | -------------------- | ------------------------------------------------- |
| Cypr              | 1973                 | 2008           | 44                   | Alfamega                                          |
| Niemcy            | 1972                 | 2007           | 2840                 | Netto Marken-Discount (Edeka), Penny-Markt (REWE) |
| Austria           | 2003                 | 2010           | 355                  |                                                   |
| Hiszpania         | 1994                 | 2007           | 238                  | Dia                                               |
| Portugalia        | 2003                 | 2007           | 75                   | Pingo Doce (Jerónimo Martins)                     |
| Polska            | 1995                 | 2007           | 183                  | Biedronka (Jerónimo Martins)                      |
| Czechy            | 1992                 | 2008           | 134                  | Penny-Markt (REWE)                                |
| Węgry             | 1992                 | 2008           | 174                  | Spar                                              |
| Rumunia           | 2005                 | 2010           | 120                  | Lidl                                              |
| Bułgaria          | 2009                 | 2010           | 25                   | Lidl                                              |
| Grecja            | 2006                 | 2008           | 33                   | AB Vassilopoulos (Delhaize)                       |
| Stany Zjednoczone | 1980                 | 1982           | 21                   | A&P                                               |